# Eric Cheney
Eric Cheney   (Hampshire, 5 de gener de 1924 - 30 de desembre de 2001) fou un pilot de motociclisme anglès, dissenyador i constructor de motocicletes independent. Era conegut com un dels millors dissenyadors de xassissos de motocicletes de la seva època, especialment pel que fa a les de competició de fora d'asfalt.

## Resum biogràfic
De petit, Cheney va anar a una escola de Winchester que aplicava el sistema d'ensenyament mutu creat per Joseph Lancaster. A 18 anys, s'enrolà a la Royal Navy, on va servir durant la Segona Guerra Mundial en combois àrtics i en torpediners i va agafar experiència en enginyeria mentre treballava en motors d'alt rendiment. També va treballar en el desenvolupament de submarins controlats a distància per a la Royal Navy.
Acabada de la Segona Guerra Mundial, Cheney va entrar de mecànic al distribuïdor de motocicletes Cheneys d'Aldershot. Al tombant de la dècada del 1950 va començar a competir en motocròs i en va esdevenir un dels millors pilots britànics, juntament amb el seu company de viatges Leslie Archer, d'Aldershot, qui va guanyar el campionat d'Europa de 1956 amb la Norton. Després de deu anys d'èxits al circuit continental, una llarga malaltia que patia per culpa d'una infecció contreta en una cursa a Algèria va acabar amb la seva carrera esportiva. Cheney es va dedicar aleshores a la preparació de motocicletes i el disseny de xassissos i sistemes de suspensió.

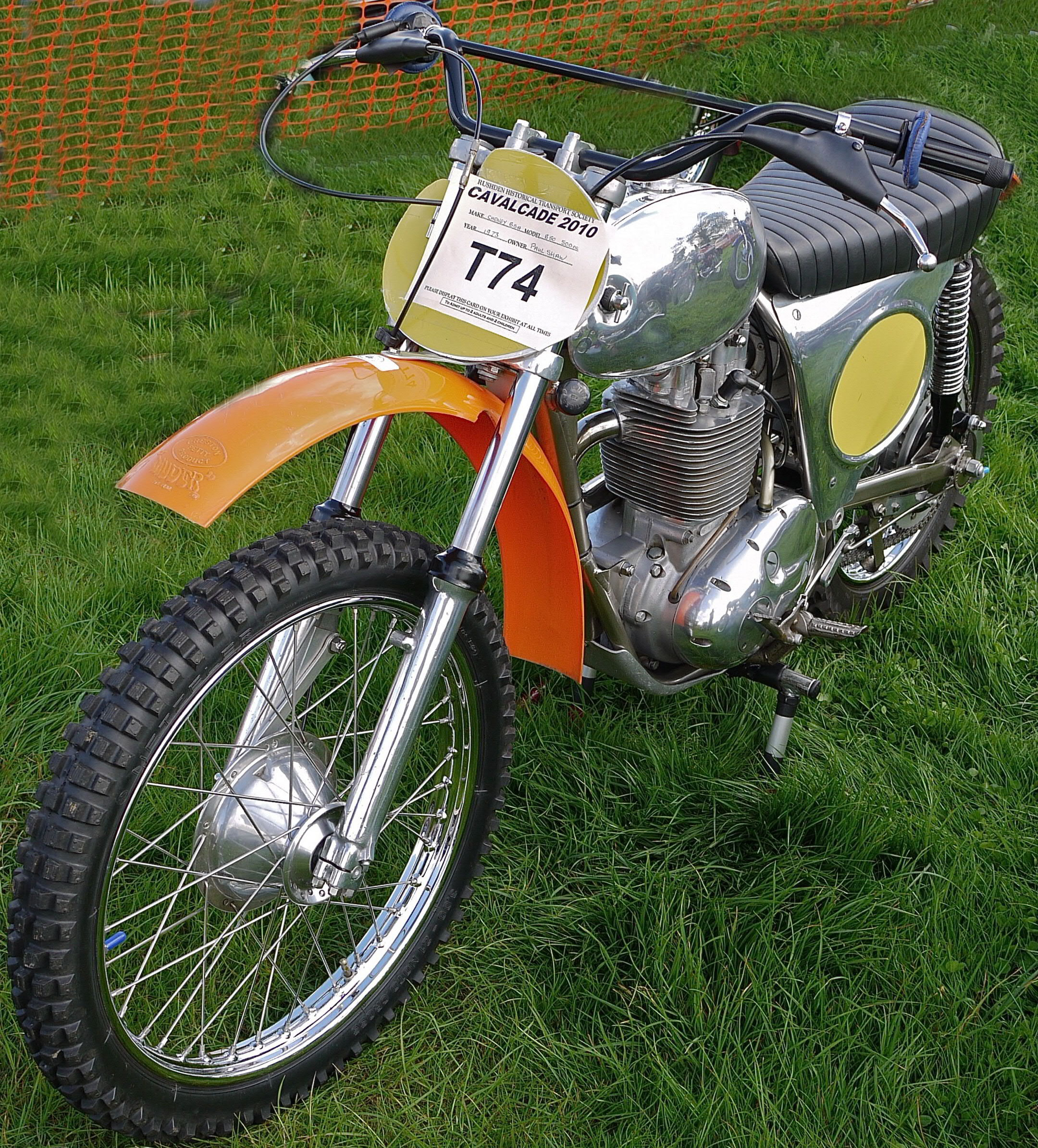
La BSA B50 Victor 500cc Cheney de 1973

Malgrat que no tenia formació acadèmica com a dissenyador de motocicletes, era capaç de crear dissenys de xassissos originals i d'alt rendiment tot treballant en un taller senzill, bàsicament un garatge domèstic. El seu mètode de treball ha estat descrit com al d'un "enginyer medieval", ja que en una època de disseny assistit per ordinador i importants recursos per a recerca i desenvolupament, ell treballava íntegrament per intuïció. Cheney confiava en la seva llarga experiència personal en competició internacional fora d'asfalt i feia els seus dissenys inicials de xassissos amb guix a la paret del seu taller. Un cop havia experimentat amb línies diferents fins que en quedava satisfet, creava llavors el marc tubular d'acer tot guiant-se pels seus dibuixos amb guix. Només quan havia construït un prototip funcional, començava a treballar en una plantilla final per a la producció en sèrie. Una vegada va dir «sé quan és correcte i em xiscla quan està malament».
A finals de la dècada del 1960, l'agonitzant indústria motociclista britànica no podia donar suport a l'equip estatal per a competir als Sis Dies Internacionals d'Enduro (ISDT), per la qual cosa, Cheney va construir artesanalment un nombre limitat d'ISDT Cheney-Triumphs tot fent servir el seu propi disseny de bastidor tubular de doble bressol amb un motor Triumph 5TA especialment preparat. La moto estava equipada amb boixes còniques, forquilles especials de motocròs i un gran dipòsit de benzina d'aliatge, i l'equip britànic per al Trofeu en va fer servir una per primer cop als ISDT de 1968. El 1970 i el 1971, l'equip britànic en va fer servir tres d'equipades amb motor Triumph de 504 cc, i Cheney hi va guanyar el premi per a fabricants. Se'n varen crear rèpliques, però la producció va ser de curta durada a causa de l'escassetat de motors.
Cheney va aconseguir els seus èxits principals al Campionat del Món de motociclisme, quan Phil Read guanyà el mundial de 250cc de 1971 amb un dels seus xassissos, equipat amb un motor Yamaha. Els seus dissenys van ser els últims britànics a guanyar un Gran Premi. Mai no va treballar per a cap dels principals fabricants, però va mantenir una relació estreta amb BSA durant els seus començaments. Després de la desaparició de l'empresa el 1972, Cheney es va unir amb l'antic pilot oficial de BSA, John Banks, per a desenvolupar junts una moto de motocròs amb motor BSA que va tenir gran èxit en competició.
Alguns dels dissenys de motos de Cheney han esdevingut famosos, com ara les BSA Gold Star de competició de Jerry Scott i Keith Hickman i la John Banks Replica que muntava un motor BSA B50 especialment ajustat per Cheney. També va construir xassissos de competició per a motocicletes Suzuki de Gran Premi el 1968, i s'ha suggerit que els enginyers de Suzuki van incorporar característiques dels dissenys de Cheney, com ara boixes de magnesi i ampolles inferiors de forquilla, a motocicletes de carretera de producció. La companyia de Cheney era coneguda originalment com a Eric Cheney Designs, després va canviar a Inter-Moto i ara es coneix com a Cheney Racing.

## Steve McQueen
L'actor nord-americà Steve McQueen, un experimentat motociclista fora d'asfalt que representà els EUA als ISDT, va comprar diverses motocicletes a Cheney a preu elevat, ja que les considerava millors que les d'altres marques.